# Hiến pháp Thái Lan

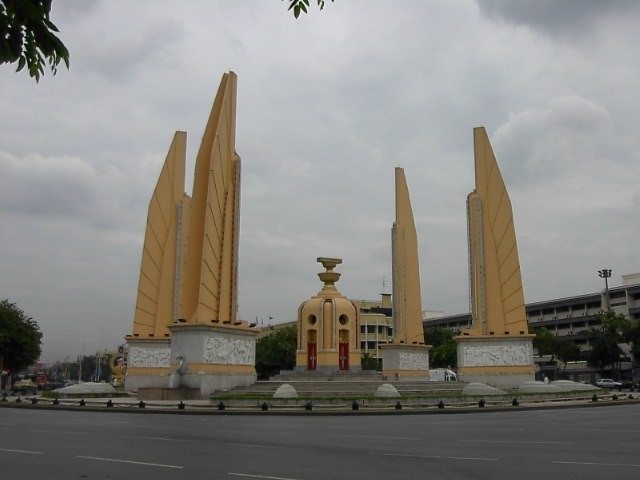
Tượng đài Dân chủ Bangkok: miêu tả bản Hiến pháp năm 1932 nằm ở trên tráp vàng.

Hiến pháp Vương quốc Thái Lan (tiếng Thái: รัฐธรรมนูญแห่งราชอาณาจักรไทย; RTGS: Rattha Thammanun Haeng Ratcha Anachak Thai) là văn bản pháp luật có giá trị cao nhất tại Thái Lan. Bản hiến pháp đầu tiên của Thái Lan là bản hiến pháp năm 1932, hay còn được gọi là Hiến pháp Vương quốc Siêm 1932.
Cuộc đảo chính thay đổi chế độ từ quân chủ chuyên chế sang quân chủ lập hiến năm 1932 hay còn gọi cách mạng 1932, đã thông qua bản Hiến pháp dân chủ, làm lên cuộc đảo chính không đổ máu. Vua Rama VII đã tuyên bố "quyền lực cao nhất của đất nước thuộc về mọi người dân".":p.25
Kể từ năm 1932 Thái Lan đã nhiều lần sửa đổi hoặc thay mới hoàn toàn Hiến pháp sau mỗi cuộc đảo chính quân sự, tính tới năm 2007 có 16 lần (chưa kể hiến pháp lâm thời) thay đổi Hiến pháp.
Sau mỗi cuộc đảo chính thành công chính quyền quân sự lại bác bỏ Hiến pháp hiện hành và ban hành mới.
Tất cá các bản Hiến pháp đều là chế độ quân chủ lập hiến, nhưng thực tế là sự phân chia quyền lực của các cơ quan chính phủ. Hầu hết quy định hệ thống nghị viện, nhưng một số trường hợp là chế độ độc tài. Quyền hạn trực tiếp của Quốc vương cũng được thay đổi đáng kể.
Bản Hiến pháp hiện hành là bản hiến pháp lâm thời 2014 của chính quyền quân sự Prayuth Chan-ocha đã lật đổ chế độ dân sự Yingluck Shinawatra, thay thế bản Hiến pháp 2007 thông qua cuộc trưng cầu dân ý.
Hiến pháp năm 1997 được xem là bản Hiến pháp dân chủ và được gọi là "Hiến pháp của Nhân dân", được coi là bước ngoặt trong sự tham gia của công chúng việc soạn thảo cũng như bản chất dân chủ trong báo chí. Các thành viên của Hạ viện phục vụ nhiệm kỳ bốn năm, trong khi thượng nghị sĩ phục vụ nhiệm kỳ sáu năm. Hiến pháp Nhân dân 1997 cũng thúc đẩy quyền con người nhiều hơn bất kỳ hiến pháp khác.

## Tổng quan
Thái Lan có 20 bản Hiến pháp và Hiến chương (hiến pháp lâm thời) kể từ cuộc đảo chính năm 1932.
1. Hiến chương lâm thời chính quyền Siêm năm 1932
2. Hiến pháp Vương quốc Siêm năm 1932
3. Hiến pháp Vương quốc Thái Lan 1946
4. Hiến pháp Vương quốc Thái Lan (tạm thời) 1947
5. Hiến pháp Vương quốc Thái Lan 1949
6. Hiến pháp Vương quốc Thái Lan 1932 (sửa đổi năm 1952)
7. Hiến chương chính quyền Vương quốc Thái Lan 1959
8. Hiến pháp Vương quốc Thái Lan 1968
9. Hiến chương lâm thời chính quyền Vương quốc Thái Lan 1972
10. Hiến pháp chính quyền Vương quốc Thái Lan 1974
11. Hiến pháp chính quyền Vương quốc Thái Lan 1976
12. Hiến chương chính quyền Vương quốc Thái Lan 1977
13. Hiến pháp của Vương quốc Thái Lan 1978
14. Hiến chương chính quyền Vương quốc Thái Lan 1991
15. Hiến pháp Vương quốc Thái Lan 1991
16. Hiến pháp Vương quốc Thái Lan 1997
17. Hiến pháp Vương quốc Thái Lan (tạm thời) 2006
18. Hiến pháp Vương quốc Thái Lan 2007
19. Hiến pháp Vương quốc Thái Lan (tạm thời) 2014
20. Hiến pháp Vương quốc Thái Lan 2017

Sự thay đổi Hiến pháp thường diễn ra sau các cuộc đảo chính. Tuy có một số trường hợp đặc biệt Hiến pháp năm 1959 của nhà độc tài quân sự Sarit Thanarat được sử dụng liên tục dưới nhiều chính quyền. Cuộc đảo chính năm 2006 ra bản Hiến pháp tạm thời chứ không phải hiến chương.
Số lượng các bản Hiến pháp và Hiến chương cho thấy sự bất ổn trong chính trị Thái Lan. Đa số các Hiến chương và Hiến pháp là kết quả trực tiếp hoặc gián tiếp của các cuộc đảo chính quân sự. Hiến chương và Hiến pháp trong lịch sử Thái Lan không được coi là công cụ cho người dân kiểm soát chính quyền nhưng lại là sự kiểm soát của chính quyền lên người dân.
Tất cả Hiến chương và Hiến pháp đều cho phép chế độ quân chủ lập hiến. Sự thay đổi thường là sức mạnh của cơ quan lập pháp tỷ lệ với các nhà lập pháp được bầu bổ nhiệm, quyền lực Hoàng gia, và quyền lực của cơ quan hành pháp. Tỷ lệ thường bị ảnh hưởng bởi sức mạnh chính trị và quân sự của chính quyền, và sự hỗ trợ của Hoàng gia.
Dựa vào mức độ cơ quan lập pháp có thể chia 17 bản Hiến pháp và Hiến chương ra làm 3 nhóm:
1. Cơ quan lập pháp bầu cử: cơ quan lập pháp được bầu hoàn toàn, Hiến pháp 1946 bao gồm bầu cả hai viện và Hiến pháp năm 1997 cả hai viện được bầu.
2. Bổ nhiệm cơ quan lập pháp: cơ quan lập pháp được bầu một phần và được chỉ định bởi chính quyền một phần. Các thành viên được bổ nhiệm vào cơ quan lập pháp đủ để hạn chế quyền hạn của đại biểu dân cử. Thủ tướng là lãnh đạo hoặc thành viên quân sự, hoặc là người của Hoàng gia. Bao gồm các bản Hiến pháp 1947, 1949, 1952, 1968, 1974, 1978, 1991.
3. Cơ quan hành pháp nắm quyền tuyệt đối: Người đứng đầu hành pháp gần như nằm quyền tuyệt đối hoặc nằm quyền hoàn toàn tuyệt đối, có hoặc không có cơ quan lập pháp, cơ quan lập pháp được bổ nhiệm hoàn toàn. Thủ tướng là lãnh đạo hoặc thành viên quân sự, hoặc là người của Hoàng gia. Bao gồm bản Hiến pháp 1932, 1959, 1972, 1976, Hiến chương 1991, và Hiến pháp tạm thời 2006.

## Hiến chương lâm thời 1932
Ngày 24/6/1932 Đảng Nhân dân, đảng liên minh của công chức, hoàng thân, và sĩ quan quân đội đã làm nên cuộc đảo chính không đổ máu. Một bản Hiến pháp tạm thời được gủi đến vua Prajadhipok và 1 tối hậu thư của lãnh đạo Đảng. Ngày 26/6 Quốc vương gặp các lãnh đạo Đảng và từ chối kỳ vào bản Hiến chương tạm thời. Ngày hôm sau, Quốc vương gặp lãnh đạo Đảng lần nữa và đồng ý ký công nhận bản Hiến chương.
Lãnh đạo Đảng Nhân dân xây dựng hiến chương theo cấu trúc của Nghị viện Anh. Sự khác biệt đặc biệt quan trọng liên quan tới quyền hạn của Quốc vương.
Hiến chương bắt đầu bằng câu nói "quyền lực tối cao thuộc về nhân dân". Trao quyền để thực thi quyền lực trên danh nghĩa bới Hội đồng Nhân dân (cơ quan lập pháp) gồm 70 người do Đảng Nhân dân bổ nhiệm, Ủy ban Nhân dân (cơ quan hành pháp) gồm 15 người, Tòa án pháp luật (cơ quan tư pháp) và Quốc vương. Thành viên của Hội đồng Nhân dân và Ủy ban Nhân dân ban đầu được bổ nhiệm, sau 10 năm hoặc sau khi phổ cập giáo dục tiểu học hoàn thành 1 nửa sẽ bầu cử hoàn toàn.
Quốc vương không có ảnh hưởng được sai lầm. Có quyền hạn chế miễn trừ tối cao: mặc dù không bị truy tố bởi các tòa án thông thường nhưng có thể bị Quốc hội có thể buộc tội và xét xử. Quốc vương không có quyền cấp giấy ân xá.
Thực tế Đảng Nhân dân nhượng bộ Hoàng gia trong khi thành lập Chính phủ. Thủ tướng và Ngoại trưởng được trao cho 2 người theo chủ nghĩa bảo hoàng cứng rắn là: Phraya Manopakorn Nitithada và Phraya Srivisan Vacha. Và 4 thành viên trong Ủy ban Nhân dân được trao cho người bảo hoàng không thuộc Đảng Nhân dân. Trong số 70 thành viên trong Hội đồng Nhân dân, ít hơn 35 người là thành viên của Đảng Nhân dân, số còn lại là thành viên của chế độ cũ.
Mặc dù Hiến chương bị chống đối kịch liệt từ Hoàng gia. Chính phủ mới giảm ngân sách cho Hoàng gia và thuế cho chủ đất lớn nhất Vương quốc, những người chủ yếu là quý tộc. Tháng 9/1932 một hoàng tử cấp cao đã đe dọa Quốc vương sẽ thoái vị nếu Hiến pháp không cho Hoàng gia có quyền lực lớn hơn.

## Hiến pháp 1932
Đảng Nhân dân vấp phải sự đấu đá trong nội bộ, và phe đối lập của Quốc vương đã ban hành đã ban hành Hiến pháp thường trực ngày 10/12/1932 gia tăng quyền lực của Hoàng gia lên so với Hiến chương tạm thời. Ngày này được gọi là ngày Hiến pháp.
Hiến pháp tiếp tục khẳng định rằng quyền lực tối cao thuộc về nhân dân. Tuy nhiên không giống Hiến chương tạm thời, Hoàng gia sẽ trực tiếp điều hành quyền lực, chứ không thuộc về các nhánh của chính phủ. Hoàng gia sẽ thực thi quyền lực với tham mưu và sự đồng ý của Hội đồng Nhân dân, Hội đồng Nhà nước (Nội các) và tòa án. Tuy nhiên nếu thiếu đi sự đồng ý của bất cứ nhành nào thì quyền phủ quyết sẽ được công nhận. Hoàng gia được "quyền thiêng liêng và bất khả xâm phạm" khác so với Hiến chương tạm thời.
Sau khi Hiến pháp mới được ban hành, Nội các mới được thành lập gồm 20 người, trong đó 10 người đến từ Đảng Nhân dân. Ngày 7/1/1933 Đảng Dân tộc chủ nghĩa đăng ký chính thức với các lãnh đạo là Luang Vichitvadakan, Phraya Thonawanikmontri, và Phraya Senasongkhram. Đảng Nhân dân được đăng ký chính thức tháng 8/1932. Quốc hội mở rộng tới 156 thành viên, 76 bổ nhiệm và 76 bầu cử.

### Nhu cầu cải cách Hiến pháp
Ngày 31/3/1933 Quốc vương gủi thư tới Thủ tướng yêu cầu giải tán tất cả các đảng chính trị. Ngày 14/4 Thủ tướng giải tán Đảng Nhân dân. Sau đó hoãn cơ quan lập pháp và cải tổ lại lãnh đạo quân đội cho lãnh đạo Phraya Phichaisongkhram và Phraya Sri Sithi Songkhram là 2 lãnh đạo quân đội trong quân chủ chuyên chế. Ngày 20/6 những thành viên còn lại của Đảng Nhân dân trong quân đội nằm quyền và phục hồi cơ quan lập pháp. Chuẩn tướng Phraya Phahon Phonphayuhasena thành viên Đảng Nhân dân nằm quyền Thủ tướng
Tháng 8/1933 Nội các bắt đầu đăng ký các ứng cử viên của các làng, người sẽ bầu một nửa số thành viên cơ quan lập pháp. Đồng thời cũng đăng ký các ứng cử viên cho cơ quan lập pháp. Cuộc bầu cử diễn ra vào tháng 10, diễn ra toàn bộ vào tháng 11.
Trong thời gian diễn ra bầu cử, tháng 10/1933 thành viên của phe bảo hoàng Hoàng thân Boworadej và Phraya Sri Sitthi Songkhram dẫn đầu cuộc nổi dậy chống Chính phủ. Sau 2 tuần giao tranh, Bangkok bị đánh bom và Sitthi Songkhram bị giết chết, Đảng Nhân dân đánh bại cuộc nổi dậy. Hoàng thân Boworadej chạy trốn sang Đông Dương. Quốc vương Prajadhipok người tuyên bố trung lập trong cuộc nổi dậy cũng đã sang Anh vài tuần sau khi nổi dậy thất bại.
Tại Anh Quốc vương gửi tối hậu thư: để đòi lại quyền lực của mình, tính hợp pháp của Đảng Nhân dân và yêu cầu tu chính Hiến pháp. Nhưng Đảng Nhân dân bác bỏ tối hậu thư, tháng 3/1935 Quốc vương thoái vị.
Các cuộc bầu cử dân chủ diễn ra bầu một nửa cơ quan lập pháp vào ngày 7/11/1937. Phụ nữ lần đầu tiên có quyền bầu cử và ứng cử.

## Hiến pháp 1946
Sau khi Chiến tranh thế giới thứ hai kết thúc, các lãnh đạo đã hợp tác với Nhật bị xét xử tội ác chiến tranh, các cuộc bầu cử diễn ra dân chủ được tổ chức, Quốc vương Ananda Mahidol trở về Thái Lan sau 7 năm. Quốc vương vừa tròn 20 tuổi tháng 9/1945 quay về Thái Lan với mẹ và Hoàng thân Bhumibol tháng 12/1945.
Hiến pháp mới được công bố, được xem là dân chủ nhất được soạn thảo để tôn vinh Quốc vương. Thủ tướng Pridi Banomyong gọi nó là bản hiến pháp có nhân quyền nhất cho người dân Thái Lan. 2 viện Quốc hội được thành lập, Hạ viện gồm 176 người được bầu lại hoàn toàn, và Thượng viện gồm 80 người được bầu với nhiệm kỳ 6 năm. Trong đó thành viên trong quân đội bị cấm hoạt động trong Chính phủ và Quốc hội, làm suy yếu quyền lực của quân đội. Đồng thời bãi bỏ lệnh cấm cho thành viên Hoàng gia ứng cử và tranh cử.
Hiến pháp được ban hành ngày 9/5/1946. Một tháng sau, ngày 9/6/1946 Quốc vương bị phát hiện đã tự tử, và sau đó cuộc đảo chính quân đội ngày 8/11/1947 đã bãi bỏ Hiến pháp 1946.

## Hiến pháp 1947
Quân đội tiến hành đảo chính lật đổ Thủ tướng Chuẩn Đô đốc Thawan Thamrongnawasawat vào ngày 8/11/1947, trong bối cảnh bất ổn chính trị tiếp diễn sau cái chết của Quốc vương Ananda Mahidol. Cuộc đảo chính khôi phục quyền lực của Thống tướng Plaek Phibunsongkhram và được hỗ trợ bởi Phin Choonhavan, Seni Pramoj và Hoàng gia. Các lãnh đạo cuộc đảo chính cáo buộc sự tham nhũng của Chính phủ, hạ thấp sự thiêng liêng của bản Hiến pháp 1946 vua Ananda, để chứng minh các bằng chứng kền kền đã xuất hiện tại Sanam Luang. Kền kền cũng đã xuất hiện ở Ayutthaya trước khi bị Miến Điện chiếm đóng, điều này được sử dụng để biện minh cho cuộc đảo chính.
Nhiếp chính Hoàng thân Rangsit chấp thuận cuộc đảo chính, và ngay lập tức công bố Hiến chương mà lãnh đạo đảo chính đã soạn thảo. Quốc vương Bhumibol đang học tại nước ngoài đã ủng hộ cuộc đảo chính và Hiến chương ngày 25/11.
Hiến chương mới cung cấp Hoàng gia sự yêu cầu bắt buộc: Hội đồng Tối cao Nhà nước (sau đổi thành Hội đồng Cơ mật) là cơ quan tham mưu và tư vấn cho Hoàng gia Quốc vương. Hội đồng gồm 5 thành viên do Quốc vương bổ nhiệm có vai trò nhiếp chính khi Quốc vương vắng mặt. Hoàng gia có thêm quyền kiểm soát của mình, gia đình Hoàng gia, chi tiêu Hoàng gia, và quân đội Hoàng gia. Quốc vương được có một số quyền khẩn cấp như tuyên bố chiến tranh hoặc ban bố tình trạng khẩn cấp.
Hoàng gia bổ nhiệm Thượng viện, với 100 thành viên tương đương với Hạ viện. Giống như bản Hiến pháp trước đó Quốc vương không có quyền phủ quyết tuyệt đối. Tuy nhiên việc Quốc vương bổ nhiệm Thượng viện khi kết hợp với Hạ viện thông qua đa số Quốc hội thì quyền phủ quyết vẫn có thể thông qua. Chủ tịch Hội đồng Tối cao Nhà nước phải phê chuẩn nội quy của Hoàng gia thì mới có hiệu lực (khi Hiến pháp được công bố, Quốc vương Bhumibol không nắm quyền và Hội đồng Cơ mật nhiếp chính vì vậy có quyền bổ nhiệm Thượng viện và phủ quyết tuyệt đối). Việc cấm binh sĩ tham gia Quốc hội và Nội các bị gỡ bỏ. Một sự thay đổi quan trọng khẳng định rằng chính sách của chính quyền không thể thành công nếu không được Hoàng gia chấp thuận. Một hệ thống bầu cử mới được sửa đổi.
Điều đáng ngạc nhiên khi Hội đồng Tối cao Nhà nước không phê chuẩn danh sách tạm thời Thượng viện do quân đội đề xuất. Thượng viện đáp ứng Hoàng thân, quý tộc và doanh nhân chỉ có tám người được bổ nhiệm từ danh sách quân đội. Kiểm soát toàn bộ Hoàng cung, thanh lọc gần 60 người, và thay thế nhân viên được bổ nhiệm từ Chính phủ trước.
Khuang Aphaiwong được bổ nhiệm làm Thủ tướng và đồng ý Hiến pháp mới sẽ được soạn thảo sau cuộc bầu cử Hạ viện ngày 29/1/1948. Đảng Dân chủ do Seni Pramoj và Khuang Aphaiwong lãnh đạo chiếm đa số và chính thức thành lập liên minh nội các với Hoàng cung. Căng thẳng quân đội và Hoàng cung gia tăng, tới tháng 4 một nhóm sĩ quan quân đội gặp Thủ tướng Khuang và Hoàng thân Rangsit, yêu cầu Thủ tướng từ chức thành công và Thống tướng Plaek được bổ nhiệm làm Thủ tướng.

## Hiến pháp 1949
Hiến pháp 1949 ban hành để thay thế Hiến chương tạm thời 1948. Ban soạn thảo do Seni Pramoj lãnh đạo và chịu sự chi phối của phe bảo hoàng dưới sự chỉ đạo của Hoàng thân Rangsit và Hoàng thân Dhani.
Hiến pháp gia tăng quyền lực của ngai vàng, Hội đồng Tối cao Nhà nước gồm 9 người do Quốc vương lựa chọn, Thượng viện gồm 100 thành viên cũng do Quốc vương chọn lựa một mình. Chủ tịch Hội đồng Cơ mật sẽ phê chuẩn các luật chứ không phải là Thủ tướng. Quyền phủ quyết của Quốc vương gia tăng, chỉ cần 2/3 Quốc hội có thể phủ quyết.
Quốc vương có thể ban hành nghị định riêng tương đương với Chính phủ. Quốc vương cũng có quyền kêu gọi toàn dân đầu phiếu thông qua việc trưng cầu dân ý, Quốc hội và Chính phủ về việc sửa đổi Hiến pháp. Hội đồng Cơ mật sẽ đặt tên người thừa kế chứ không phải Quốc hội. 

## Hiến pháp 1952
Khi Quốc vương từ Thụy Sĩ trở về, quân đội nằm quyền lực từ Chủ tịch Hội đồng Cơ mật Dhani, bãi bỏ Hiến pháp 1949 và bổ nhiệm Thống tướng Plaek làm nhiếp chính. 123 thành viên Quốc hội được bổ nhiệm trong đó 103 từ quân đội và cảnh sát.
Quốc hội tái sử dụng Hiến pháp 1932 có sửa đổi và bổ sung. Sau cuộc đối đầu giữa quân đội và Hoàng cung trong năm 1952, Quốc vương ban hành Hiến pháp ngày 8/3/1952. Cuộc bầu cử diễn ra tháng 3/1952 với việc bầu cử nửa số thành viên của cơ quan lập pháp, gần như tất cả thành viên được bổ nhiệm là sĩ quan quân đội. Cuộc bầu cử kế tiếp được tổ chức tháng 3/1957.

## Hiến chương 1959
Tối 16/9/1957 Tướng Sarit Thanarat tiến hành đảo chính lật đổ Thủ tướng Plaek. Sarit bãi bỏ Hiến pháp 1952, Quốc hội và thiết quân luật kiểm soát qua Hội đồng cách mạng. Sarit và người kế nhiệm là những người tôn sùng vua Bhumibol, và dựa vào tài trợ Hoàng gia để có thể hợp pháp chế độ độc tài.
Một Hiến chương được ban hành tháng 2/1959. Hiến chương ban hành quyền lực của Thủ tướng gần như tuyệt đối, bao gồm phán xét và ban hành lệnh hành quyết. Cấm đảng chính trị và Quốc hội trở thành đơn viện, bổ nhiệm 240 thành viên chủ yếu đều là quân nhân. Hiến chương bao gồm 20 điều nhưng được xem là Hiến pháp kinh khủng, khét tiếng và ngắn nhất lịch sử Thái Lan.

## Hiến pháp 1968
Tướng Thanom Kittikachorn thay thế Sarit nắm quyền trong bối cảnh lực lượng cộng sản gia tăng tại Thái Lan và Mỹ leo thang chiến tranh tại Đông Dương. Hoa Kỳ viện trợ cho chính quyền Thái Lan 1 tỷ US, nhưng tham nhũng tràn lan. Trong chuyến thăm của vua Bhumibol thăm Mỹ, phong trào phản chiến gây áp lực chính quyền Hoa Kỳ để giảm hỗ trợ chế độ.
Một hiến pháp mới được ban hành 20/6/1968, với sự dân chủ chỉ trên danh nghĩa. Hiến pháp hợp thức hóa chế độ độc tài quân sự của Thanom, Quốc hội có 2 viện với 219 thành viên Hạ viện và 164 thành viên Thượng viện do vua bổ nhiệm. Trái với nguyên tắc dân chủ, thành viên của Hạ viện không được nắm quyền trong Nội các, ngoài ra Thượng viện có thể trì hoãn bất cứ luật nào tới 1 năm, Chủ tịch Thượng viện là Chủ tịch Quốc hội. Vua Bhumibol phê chuẩn danh sách thành viên Thượng viện chủ yếu là thành viên quân đội của Thanom. Hiến pháp cũng xác nhận các luật pháp trước đây của chế độ, bao gồm cho phép chống cộng sâu rộng chủ yếu là đàn áp bất đống chính kiến.
Vào tháng 2/1969 cuộc bầu cử dân chủ diễn ra với kết quả Thanom chiến thắng đa số trong Hạ viện.

## Hiến chương lâm thời 1972
Giữa lúc xung đột xã hội và chính trị tăng cao, ngày 17/11/1971 Tướng Thanom và Phó Thủ tướng Praphas Charusathien tiến hành đảo chính lật đổ Nội các, Quốc hội và thiết quân luật bãi bỏ Hiến pháp, thành lập Hội đồng điều hành Quốc gia. Thanom làm Thủ tướng, Tư lệnh Tối cao, Bộ trưởng Quốc phòng và Ngoại giao. Praphas Charusathien làm Phó Thư tướng, Tư lệnh Lục quân, Bộ trưởng Nội vụ, Công An và đứng đầu hoạt động chống cộng. Tuyên bố đảo chính trên truyền hình, Thanom mở tráp thư của Quốc vương trên khay vàng. Cùng với Narong Kittikachorn chế độ này được gọi là "3 bạo chúa".
Cuộc biểu tình đình công diễn ra đồng thời với việc suy thoái kinh tế và lạm phát tăng cao. Một cuộc tấn công thảm khốc chống lại Đảng Cộng sản Thái Lan (CPT) đã được đưa ra. Khi căng thẳng đạt tới đỉnh điểm vào tháng 12/1972 Thanom soạn thảo Hiến pháp mới. Tương tự Hiến pháp của Sarit, nó tăng cường sức mạnh quân đội của chế độ độc tài. Các đảng chính trị bị cấm, và hoàn toàn chỉ định đơn viện 299 thành viên quốc hội lập pháp quốc gia, trong số đó 200 là quân đội và cảnh sát được thành lập. Hành pháp giữ quyền kiểm soát mạnh mẽ hơn cơ quan lập pháp.

## Hiến pháp 1974
Hiến chương tạm thời thất bại trong việc ngăn chặn phe đối lập chống lại "3 bạo chúa". Ngày 13/10/1973, cuộc biểu tình với 400000 diễn ra tại tượng đài Dân chủ. Xế chiều vua Bhumibol triệu tập Thanom và Praphas tới Hoàng cung, tại đó họ đồng ý sẽ soạn thảo Hiến pháp mới trong vòng 12 tháng. Cuộc biểu tình tan rã cuối tối đó, vào sáng hôm sau lực lượng quân đội cảnh sát bắt đầu bắt những người biểu tình còn ở lại, và đã bắn chết khoản 70 người. Tại Narong Kittikachorn đám đông bị bắt bởi trực thăng. Giữa lúc căng thẳng đang diễn ra Thanom và Praphas tuyên bố từ chức nhưng vẫn lãnh đạo quân đội. Họ ra lệnh điều thêm quân đàn áp biểu tình nhưng bị ngăn cản bởi Krit Srivara Phó Tư lệnh Lục quân. Sau đó Thanom và Praphas cũng từ chức lãnh đạo quân đội. Quốc vương Bhumibol bổ nhiệm Sanya Dharmasakti vào chức vụ Thủ tướng.
Thủ tướng Sanya thành lập ban soạn thảo Hiến pháp với Bộ trưởng Tư pháp Prakob Hutasing, Kukrit Pramoj và một số viện nghiên cứu. Họ ban hành dự thảo Hiến pháp ngày 8/1/1974.
Có sự quan ngại cho rằng Quốc hội do Thanom bổ nhiệm sẽ không thích hợp cho việc phê duyệt dự thảo. Quốc vương đưa ra 1 nhóm gồm 2347 người do Quốc vương lựa chọn, người sẽ bổ nhiệm 299 người vào Ủy ban và 100 người để rà soát dự thảo.
Dự thảo Hiến pháp cho phép các đảng phái chính trị hợp pháp hóa. Và việc dựa theo dân số để bầu thành viên trong cơ quan lập pháp. Hạ viện có thể bầu Thượng viện, và thành viên của Chính phủ có thể là nghị sĩ Quốc hội. Trong động thái chưa từng có các nhà soạn thảo yêu cầu một cuộc trưng cầu dân ý về dự thảo Hiến pháp trước khi Quốc vương phê duyệt.
Sự phản đối dự thảo Hiến pháp từ một số thành viên trong Hoàng gia, do Kasem Chatikavanich đứng đầu. Một bản dự thảo Hiến pháp mới được yêu cầu việc gia tăng quyền lực của Quốc vương như bổ nhiệm Thượng viện, Hội đồng Cơ mật, và quyền phủ quyết chỉ cần 2/3 Quốc hội. Hơn nữa Thượng viện có thể không thông qua luật trong vòng 6 tháng sau khi được Hạ viện gửi. Công chức và binh lính không được tham gia Quốc hội nhưng có thể tham gia Chính phủ. Hiến pháp mới không cần phải thông qua cuộc trưng cầu dân ý.
Hoàng cung bổ sung thêm 2 điều, việc kế vị sẽ chuyển cho công chúa nếu không có hoàng tử. Luật Hoàng cung năm 1924 cấm Nữ vương. Thứ 2 Luật Hoàng cung có thể được sửa đổi, trước đó luật Hoàng cung là bất biến.
Dự thảo mới rất khác so với dự thảo ban đầu, và Thủ tướng Sanya đã từ chức vì bị áp lực từ việc soạn thảo. Dự thảo mới được phê duyệt thông qua ngày 7/10/1974. Cuộc bầu cử lập pháp tiếp diễn vào tháng 1/1975 không đảng nào chiến thắng đa số. Liên minh Dân chủ của Seni Pramoj được thành lập ngày 15/2/1975, nhưng liên minh này bất ổn và chỉ sau gần 1 tháng đã bị thay thế bởi liên minh Xã hội hành động của Kukrit Pramoj.

## Hiến pháp 1976
Chính phủ Liên minh Kukrit gây nhiều tranh cãi, chi phối trong bối cảnh bạo lực chống cánh tả tiếp diễn. Nhà riêng của Kukrit bị lục soát và khám xét bởi lực lượng cảnh sát tháng 8/1975. Hoàng cung tham gia gián tiếp vào công việc chính trị, vào tháng 1/1976 quân đội yêu cầu Thủ tướng tuyên bố giải tán Quốc hội. Cuộc bầu cử dự kiến tổ chức ngày 14/4, và gần tới ngày bầu cử bạo lực tiếp tục leo thang. Đảng Dân chủ của Seni Pramoj chi phối gần hết Quốc hội, và việc thành lập liên minh không vững chãi.
Chính phủ Seni được thành lập vào tháng 4/1976, nhưng chịu nhiều áp lực lớn. Một dự luật bầu cử mở rộng địa phương được thông qua bởi Quốc hội, nhưng Quốc vương từ chối ký và sử dựng quyền phủ quyết để không thông qua. Việc chống cánh tả gia tăng, Praphas Charusathien lưu vong trở về nước gặp Quốc vương. Sinh viên biểu tình bị lực lượng bán quân sự Krathing Daeng tấn công. Ngày 19/9/1976 Thanom trở về nước ngay lập tức được phong tu sĩ tại chùa Wat Bovornives. Các cuộc biểu tình lớn nổ ra. Quốc vương và Hoàng hậu có chuyến đi đến miền nam và gặp Thanom, Seni từ chức để phản đối chuyến thăm, nhưng bị Quốc hội phủ quyết. Những hành động cải tổ nội các của Seni bị Quốc vương ngăn cản. Sự căng thẳng chính trị cuối cùng diễn ra ngày 6/10/1976 khi lực lượng Luksuea Chaoban và Krathing Daeng tham gia với quân đội và cảnh sát đã hãm hiếp và giết chết 46 sinh viên biểu tình trường Đại học Thammasat. Buổi tối hôm đó quân đội nằm quyền và bổ nhiệm Tanin Kraivixien người thuộc phe bảo hoàng vào chức vụ Thủ tướng.
Cuộc đảo chính được ủng hộ bởi Quốc vương. Hiến pháp mới được ban hành vào năm 1976, quyền hạn Thủ tướng gần như tuyệt đối, bao gồm cả quyền miễn trừ tư pháp. Đảng phái chính trị bị cấm, Quốc hội do Quốc vương bổ nhiệm với 360 người với quan chức và sĩ quan. Ngoài ra Quốc vương còn có đặc quyền mới, quyền lực để đưa ra luật riêng để Quốc hội thông qua.
Tanin đưa các vụ án Hình sự ra Tòa án Quân sự xét xử và cảnh sát có thể giam giữ người nghi án trong vòng 6 tháng. Hình phạt khi quân trở nên cứng rắn và phạm vi được mở rộng. Nhiều người bị buộc tội. Tất cả các cuộc biểu tình bị cầm (trừ các cuộc biểu tình của Hoàng gia) phương tiện truyền thông bị kiểm duyệt chặt chẽ, lực lượng cảnh sát lùng xục các trường học để tịch thu theo danh sách đen. Cuộc nổi dậy của lực lượng cộng sản leo thang tới sát cuộc chiến tranh toàn diện.

## Hiến chương 1977
Chế độ độc tài Tanin gây phẫn nộ từ phe đối lập và cả quân đội. Ngày 20/10/1977 quân đội do Kriangsak Chomanan lãnh đạo lật đổ Tanin. Quốc vương phản đối thông qua Hội đồng cơ mật của mình, nhưng cuối cùng cũng công nhận Hiến chương của quân đội đưa ra.
Hiến chương năm 1977 gần giống với Hiến pháp 1976. Sự khác biệt quan trọng là sự thay đổi tên của chính quyền thành Hội đồng Chính sách Quốc gia.
Chính quyền mới cam kết soạn thảo một bản Hiến pháp mới lâu dài, và cuộc bầu cử sẽ diễn ra năm 1979. Hội đồng Chính sách Quốc gia với 3 thành viên bổ nhiệm nội các. Quan hệ với Trung Cộng, Việt Nam và Lào được cải thiện. Với nhiều chính sách quan trọng khiền cho tình hình chính trị căng thẳng với Đảng Cộng sản Thái Lan giảm xuống.
Chính quyền Kriangsak tiếp tục vượt mặt Quốc vương, lật đổ Tanin vào Hội đồng Cơ mật, ân xá cho những người biểu tình và sinh viên đã bị chính quyền Tanin bắt giữ trong nhiều năm.

## Hiến pháp 1978
Kriangsak soạn thảo Hiến pháp dân chủ hơn trong năm 1978. Hiến pháp thành lập Quốc hội lưỡng viện gồm 301 đại biểu được bầu tại Hạ viện và 255 đại biểu được bổ nhiệm tại Thượng viện. Thủ tướng, không phải Quốc vương bổ nhiệm Thượng viện. Hạ viện có thể yêu cầu tại Quốc hội về việc bỏ phiếu bất tín nhiệm. Tuy nhiên Thượng viện có thể ngăn cản các dự thảo luật của Hạ viện liên quan tới an ninh quốc gia, kinh tế, ngân sách và việc bỏ phiếu bất tín nhiệm. Đáng kể nhất, bản Hiến pháp tạo giai đoạn chuyển giao tới ngày 21/4/1983 công chức và quân đội không được nắm quyền Thủ tướng và Nội các.
Cuộc bầu cử Hạ viện, các đảng phái tiếp tục bị cấm được diễn ra vào tháng 4/1979. Kết quả liên minh chính trị tiếp tục cử Kriangsak làm Thủ tướng. Cuộc khủng hoảng dầu lửa đã gây lạm phát tràn lan, dẫn tới việc Kriangsak từ chức Thủ tướng (mà không giải tán Quốc hội) vào tháng 2/1980. Một chính phủ liên minh mới được thành lập bổ nhiệm bộ trưởng Quốc phòng Prem Tinsulanonda làm Thủ tướng.
Prem nằm quyền 8 năm, chưa bao giờ phải tranh cử. Ông giữ quyền lực mặc dù các cuộc đảo chính quân sự với sự hỗ trợ từ Hoàng cung. Prem hợp pháp hóa các đảng chính trị.
Trong năm 1983, thời gian chuẩn bị kết thúc thời gian quá độ của Hiến pháp ngày 21/4, và sau đó ông sẽ phải từ chức. Prem có kế hoạch sửa đổi Hiến pháp để nằm quyền vĩnh viễn. Hỗ trợ cho Prem, Pichit Kullavanich tuyên bố sửa đổi không được thông qua có thể tiến hành đảo chính. Sự sửa đổi vấp phải sự phản đối ngay trong chính quân đội, dẫn tới sự thất bại trong việc sửa đổi ngày 16/3/1983.
Ngày 19/3/1983 Prem giải tán cuộc bầu cử Hạ viện dự kiến ngày 18/4. Chính phủ mới do đó sẽ thành lập theo các điều khoản chuyển tiếp, cho phép Prem tiếp tục là Thủ tướng trong 4 năm tiếp. Kế hoạch của Prem thành công và ông tiếp tục củng cố quyền lực của mình. Prem lưu ý rằng "Các lực lượng vũ trang sẽ đóng một vai trò quan trọng trong việc bảo vệ đất nước, độc lập dân tộc, dân chủ và các hệ thống dưới chế độ quân chủ."
Quốc hội đã nổi dậy chống lại Chính phủ vào năm 1986, khiến Prem buộc phải giải tán Quốc hội và tổ chức bầu cử ngày 27/7. Đảng Dân chủ tranh cử chống lại việc nắm quyền của Prem và giành quyền kiểm soát hầu hết các ghế trong Quốc hội. Nhưng liên minh chính phủ của họ vẫn tiếp tục bổ nhiệm Prem làm Thủ tướng. Sau đó Prem bị cáo buộc sử dụng Quốc vương và quân đội để nằm quyền lực.
Quốc hội bị giải tán và bầu cử Hạ viện ngày 24/7/1988. Cuộc bầu cử không có bất cứ đảng nào chiếm đa số buộc phải thành lập liên minh. Hàng nghìn người phản đối trước viễn cảnh Prem sẽ tiếp tục trở thành Thủ tướng, cho đến khi Prem tuyên bố không nằm quyền Thủ tướng nữa. Đảng Chart Thái giành được đa số ghế trong bầu cử và lãnh đạo Chatichai Choonhavan được chọn làm Thủ tướng.

## Hiến pháp 1991
Ngày 23/2/1991 Tư lệnh Suchinda Kraprayoon tiến hành đảo chính lật đổ chính phủ của Chatichai, bãi bỏ Hiến pháp 1978 và thay thế bằng Hiến chương tạm thời. Thành lập Hội đồng gìn giữ Hòa bình Quốc gia (NPKC), các thành viên đảo chính bổ nhiệm Quốc hội đơn viện với 292 thành viên chủ yếu là sĩ quan quân đội và những người ủng hộ, do Ukrit Mongkolnavin đứng đầu. Ukrit bổ nhiệm Thủ tướng Anand Panyarachun và yêu cầu soạn thảo Hiến pháp mới vĩnh viễn.
Việc soạn thảo trở thành chiến trường của phe đối lập và quân đội. Quân đội ủng hộ gia tăng quyền lực của NPKC bổ nhiệm Thượng viện, với sức mạnh hơn Hạ viện, lớn hơn cả Hội đồng Cơ mật, và các quan chức không được bầu có thể tham gia Chính phủ. Điều khoản cuối cùng cho phép thành viên quân sự là Thủ tướng. Người dân được huy động để tham gia biểu tình, 50000 người biểu tình tại Sanam Luang ngày 19/11/1991. Quốc vương đã can thiệp vào ngày sinh nhật của mình 4/12 kêu gọi công chúng công nhận dự thảo Hiến pháp. Hiến pháp cho phép Suchinda Kraprayoon trở thành Thủ tướng, dẫn tới cuộc bạo động lật đổ chính phủ tháng 5/1992.

## Hiến pháp 1997
Hiến pháp 1997 được ca ngợi là bước ngoặt cải cách chính trị dân chủ tại Thái Lan. Ban hành 11/10/1997, nó là bản Hiến pháp đầu tiên được soạn thảo bởi 1 Hội đồng do dân bầu ra, và do đó Hiến pháp còn được gọi "Hiến pháp của Nhân dân".
"Tháng Nam đen" cuộc nổi dậy chống Hội đồng gìn giữ Hòa bình Quốc gia (NPKC)-đang kiểm soát chính phủ, kêu gọi sửa đổi Hiến pháp và yêu cầu pháp lý với chính phủ. Tháng 6/1994 Prawes Wasi lãnh đạo Ủy ban Phát triển Dân chủ Hạ viện đã sửa đổi Hiến pháp năm 1991, nhưng việc sửa đổi không được thông qua. Sau sự sụp đổ của chính quyền Chuan Leekpai, và chính quyền Banharn Silpa-archa đã sửa đổi Hiến pháp năm 1991 vào ngày 22/10/1996.
Năm 1996 kêu gọi thành lập Hội đồng soạn thảo Hiến pháp với 99 thành viên. 76 thành viên sẽ được bầu trực tiếp từ mỗi tỉnh, 23 thành viên được lựa chọn bởi Quốc hội. Cựu Thủ tướng Anand Panyarachun được bầu làm Chủ tịch Hội đồng, các nhà khoa học chính trị và luật sư Chai-Anan Samudavanija, Amorn Chantarasomboon, Uthai Pimchaichon, và Borwornsak Uwanno đóng vai trò quan trọng trong Hội đồng. Tham vấn cộng đồng diễn ra trên khắp đất nước một cách toàn diện. Một số điều khoản, đặc biệt là yêu cầu tất cả các nghị sĩ có trình độ cử nhân, Tòa án Hiến pháp, và phân cấp gây chỉ trích mạnh mẽ. Cuộc khủng hoảng kinh tế năm 1997 là động lực chính thành công của Hiến pháp.

#### Tổng quát Hiến pháp
Hiến pháp năm 1997 có nhiều sự thay đổi so với các bản Hiến pháp trước, bao gồm
- Cải cách bầu cử. Bầu cử đã được thực hiện bắt buộc để đảm bảo tình trạng mua phiếu bầu. Một hệ thống bầu cử hỗn hợp của nước  Đức đã được áp dụng cho Hạ viện. 100 thành viên của Hạ viện được bầu từ danh sách Đảng, còn lại 400 được bầu từ các đơn vị bầu cử. Các nghị sĩ đã được yêu cầu phải có một bằng cử nhân.Ủy ban Bầu cử độc lập được thành lập.
- Tăng cường ngành hành pháp. 2/5 số phiếu của Hạ viện đã được yêu cầu cho một cuộc bỏ phiếu bất tín nhiệm chống lại cuộc thảo luận của Thủ tướng. Một cuộc bỏ phiếu bất tín nhiệm thành công cần đa số 1/2 số phiếu của Hạ viện. Chỉ có 1/5 số phiều của Hạ viện được yêu cầu không tín nhiệm đối với một Bộ trưởng. Những biện pháp này là nhằm tăng cường sự ổn định của chính phủ.
- Tách tầm quan trọng của hành pháp và lập pháp. Các nghị sĩ bị buộc phải từ chức từ Hạ viện để trở thành Bộ trưởng.
- Quyền con người. Một loạt các quyền con người được ghi nhận một cách rõ ràng, trong đó có quyền tự do giáo dục, quyền của cộng đồng truyền thông, có quyền và nghĩa vụ phản đối một cách hòa bình các cuộc đảo chính, và biện pháp giành quyền lực ngoài hiến pháp khác. Quyền kháng nghị là cuộc đảo chính cấm sau cuộc đảo chính năm 2006.
- Phân cấp của Chính phủ, bao gồm cả việc thành lập bầu Tổ chức hành chính Tambol (Taos) và Tổ chức hành chính tỉnh (PAOs). Hiệu trưởng nhà trường cũng đã được phân cấp.
- Tăng kiểm tra và cân bằng, bao gồm cả các cơ quan độc lập chính phủ mới như Tòa án Hiến pháp, Tòa án Hành chính, Văn phòng Tổng Kiểm toán, Ủy ban Quốc gia phòng chống tham nhũng, Ủy ban Nhân quyền quốc gia,các Tổ chức bảo vệ quyền của người tiêu dùng, các Tổ chức bảo vệ môi trường, và nhân viên kiểm tra.

## Hiến chương lâm thời 2006
Tối 19/9/2006, gần 1 thành tới cuộc bầu cử Hạ viện (tháng 10/2006), quân đội tiến hành đảo chính lật đổ chính quyền của Thaksin Shinawatra. Chính quyền quân sự bãi bỏ Hiến pháp 1997, giải tán Quốc hội, các cuộc biểu tình và đảng phái chính trị bị cấm hoạt động, kiểm duyệt phương tiện truyền thông, giải tán Tòa án Hiến pháp, Ủy ban Nhân quyền Quốc gia và các cơ quan khác được tạo ra bởi Hiến pháp năm 1997. Đối với những tuần đầu tiên, chính quyền cai trị bằng sắc lệnh.
Quốc tế lên án và một số địa phương phản đối chống lại các cuộc đảo chính đã được tiến hành, bất chấp lệnh cấm của chính quyền. Trong những tuần tiếp theo, lên án cuộc đảo chính chuyển thành những lời chỉ trích của chính phủ quân phiệt bổ nhiệm của Tướng Surayud Chulanont và quá trình soạn thảo hiến pháp.
Chính quyền quân sự bổ nhiệm một ủy ban pháp luật để soạn thảo Hiến chương tạm thời (sau này chính thức được gọi là "hiến pháp"). Ủy ban được cựu Chủ tịch Thượng viện Meechai Ruchuphan lãnh đạo, và ban đầu bao gồm các luật gia Borwornsak Uwanno và Wissanu Krea-ngam. Cả hai đã từng đóng vai trò quan trọng trong việc soạn thảo Hiến pháp năm 1997 và đã từng phục vụ dưới chính quyền bị lật đổ, mặc dù họ đã từ chức vài tháng trước cuộc đảo chính. Phó Hiệu trưởng Đại học Thammasat Prinya Thewanaruemitkul gay gắt chỉ trích cả hai, nói rằng họ đã "không đủ danh dự để xem xét các hệ thống dân chủ." Cả hai từ chối đóng bất kỳ vai trò hơn nữa với chính quyền quân sự.
Dự thảo Hiến chương tạm thời được ban hành vào ngày 27/9/2006, với nhiều lời chỉ trích. Người soạn thảo Hiến chương tạm thời cho phép chính quyền, được chuyển đổi thành Hội đồng An ninh Quốc gia (CNS), bổ nhiệm một nhánh hành pháp cực kỳ mạnh mẽ. Quân đội cũng sẽ bổ nhiệm thành viên cơ quan lập pháp đơn viện 250 thành viên.
- Việc thiếu sự kiểm soát đối với việc soạn thảo Hiến pháp. CNS sẽ bổ nhiệm một Hội đồng với 2000 thành viên sau đó sẽ chọn 200 thành viên của mình là ứng cử viên cho Hội đồng soạn thảo Hiến pháp. CNS sẽ chọn 100 thành viên cho cuộc bổ nhiệm của hoàng gia vào Hội đồng; và cũng sẽ chọn người đứng Hội đồng. Hội đồng sau đó sẽ bổ nhiệm 25 thành viên soạn thảo Hiến pháp, với CNS trực tiếp bổ nhiệm 10 thành viên. Quá trình hiệu quả cho sự kiểm soát chính quyền hoàn toàn việc soạn thảo hiến pháp.
- Việc sử dụng Hiến chương cũ nếu hiến pháp không được hoàn thành bởi thời hạn CNS đưa ra. Hiến chương cụ thể để trở lại không quy định rõ ràng - CNS và Nội các sẽ chọn 16 Hiến chương trước đây của Thái Lan để sử dụng.
- Việc thiếu một khung thời gian rõ ràng cho bản hiến pháp.
- Việc đưa lý thuyết Vua Bhumibol một nền kinh tế tự cung tự cấp trong lời mở đầu.
- Việc cấp thẩm quyền pháp lý cho các thông báo sau cuộc đảo chính của chính quyền và các dự thảo, trong đó có lệnh cấm chống lại các cuộc biểu tình và các hoạt động chính trị (Điều 36).
- Việc cấp giấy ân xá cho chính quyền để thực hiện các cuộc đảo chính (Điều 37).
- Sự bất lực của công chúng để nộp ý kiến về dự án luật của quốc hội.

Hiến chương được ban hành ngày 1/10/2006.

## Hiến pháp lâm thời 2014
Ngày 20/5/2014 Tướng Prayuth Chan-ocha tiến hành bãi bỏ Hiến pháp 2007, tuyên bố thiết quân luật và lệnh giới nghiêm toàn quốc, giải tán Chính phủ và Thượng viện. Trao quyền cho Hội đồng gìn giữ trật tự và hòa bình quốc gia quyền hành pháp và lập pháp, và ra lệnh cho ngành hành pháp phải tuân theo chị thỉ.
Ngày 29/5 Tướng Prayuth tuyên bố vì hòa bình và cải cách đầu tiên phải đạt được, các cuộc bầu cử quốc gia có thể không diễn ra trong hơn một năm, không có thời gian biểu cho việc khôi phục một hiến pháp.